# Jean Ure
Jean Ure (ur. 1942) – brytyjska pisarka, autorka książek dla dzieci i młodzieży.
Mieszka i pisze swoje książki w Croydon, południowej dzielnicy Wielkiego Londynu, w starym 300-letnim domu. Spośród jej dorobku literackiego kilka książek zostało przetłumaczonych dla polskiego, młodego czytelnika.

## Twórczość
- Taniec ze śmiercią, tyt. oryg. Dance with death (tłum. Elżbieta Zawadowska-Kittel, 2001)
- Chłopaki to kłopoty, tyt. oryg.  Is anybody there? (tłum. Justyna Jannasz, 2007)
- Chłopaki w głowie, tyt. oryg. Boys on the brain (tłum. Stanisław Kroszczyński, 2007)
- Zmierzając ku ciemności
- Seria: Woodside School
  - The Fright (1987)
  - Loud Mouth (1988)
  - King of Spuds (1989)
  - Who's for the Zoo? (1989)
- Seria: Plague
  - Plaga (1989), tyt. oryg. Plague (tłum. Katarzyna Michalska, 1997)
  - Come Lucky April (1992)
- Seria: Peter High School
  - Jo in the Middle (1990)
  - Bossy Boots (1991)
  - Fat Lollipop (1991)
  - Jam Today (1992)
  - The Matchmakers (1992)
- Seria: Wizard
  - The Wizard in the Woods (1990)
  - The Wizard in Wonderland (1991)
  - The Wizard and the Witch (1995)
- Seria: Dancing Dreams
  - Star Turn (1993)
  - A Dream Come True (1994)
  - Fandango! (1995)
- Seria: Comets
  - Comets Pack: 1 (1995)
  - Comets Pack: 2 (1996)
  - The Great Safe Blag (1996)
- Seria: Diary
  - Skinny Melon and Me (1996)
  - Becky Bananas: This is Your Life! (1997)
  - I kto tu jest dorosły? (1998), tyt. oryg. Fruit and nutcase (tłum. Małgorzata Żbikowska, 2006)
  - The Secret Life of Sally Tomato (2000)
  - Podwójna gra (2002), tyt. oryg. Shrinking Violet (tłum. Hanna Baltyn, 2006)
  - Pumpkin Pie (2002)
  - Passion Flower: Wars of the Roses (2003)
  - Secret Meeting (2004)
  - Boys Beware (2005)
- Seria: Pet Pals
  - Lucky (1997)
  - Lucky Pup (1999)
- Seria: We Love Animals
  - Brave Warrior (1998)
  - Daffy Down Donkey (1998)
  - Foxglove (1998)
  - Muddy Four Paws (1998)
  - Snow Kittens (1998)
  - Honey Bun (1999)
- Seria: Sandy Simmons
  - Sandy Simmons and the Spotlight Spook (1998)
  - Sandy Simmons Star Struck (1998)
  - Sandy Simmons Saves the Day (1999)
  - Sandy Simmons Show Stealer (1999)
  - Sandy Simmons Superstar! (1999)
  - Sandy Simmons Sweet Success (1999)
- Seria: Foster Family
  - Foster Family (1999)
  - Here Comes Ellen (1999)
  - Meet the Radish (1999)
  - My Sister Sam (1999)
  - Secret Simon (1999)
  - Babycakes (2000)
  - Little Miss Perfect! (2000)